# Zofia Szembekówna
Zofia Teodora Maria Szembekówna (imię zakonne: Maria Krysta, ur. 10 listopada 1885 w Siemianicach k. Kępna, zm. 18 lipca 1974 w Szymanowie) – polska etnografka i archeolożka amatorka oraz nauczycielka.

## Życiorys
Urodziła się 10 listopada 1885 w Siemianicach w rodzinie ziemiańskiej. Była córką Piotra Szembeka i Marii z Fredrów, prawnuczką Aleksandra Fredry. Jej rodzicami chrzestnymi byli: Wanda Niemojowska z Marchwacza i Roman Szeptycki z Przyłbic, późniejszy metropolita Kościoła greckokatolickiego − Andrzej Roman Szeptycki. Wraz z siostrą Jadwigą odebrała staranne wykształcenie domowe.
Siostry Szembekówny pracowały społecznie i prowadziły prace archeologiczne. Rozkopywały razem cmentarzysko z epoki rzymskiej w Siemianicach w latach 1898−1901, a po zamążpójściu Jadwigi w 1902, Zofia sama prowadziła dalsze badania, aż do 1908. Naukową opiekę nad tymi pracami pełnił kustosz Poznańskiego Towarzystwa Przyjaciół Nauk Bolesław Erzepki. Wyniki tych badań opublikowała jako Sprawozdania z poszukiwań archeologicznych w Siemianicach („Roczniki PTPN” 1904, 1908, 1916) oraz Opis cmentarzyska żarowego z epoki brązu w Lipiu (Mater. Antropol.-Archeol. i Etnogr. 11, 1910). Wraz z siostrą, a później sama prowadziła także badania etnograficzne w Wielkopolsce. Na podstawie zebranych w latach 1903–1908 materiałów opatrzonych jej własnymi rysunkami i fotografiami powstały Dalsze przyczynki do etnografii Wielkopolski (Mater. Antropol.-Archeol. i Etnogr. 12, 1912).

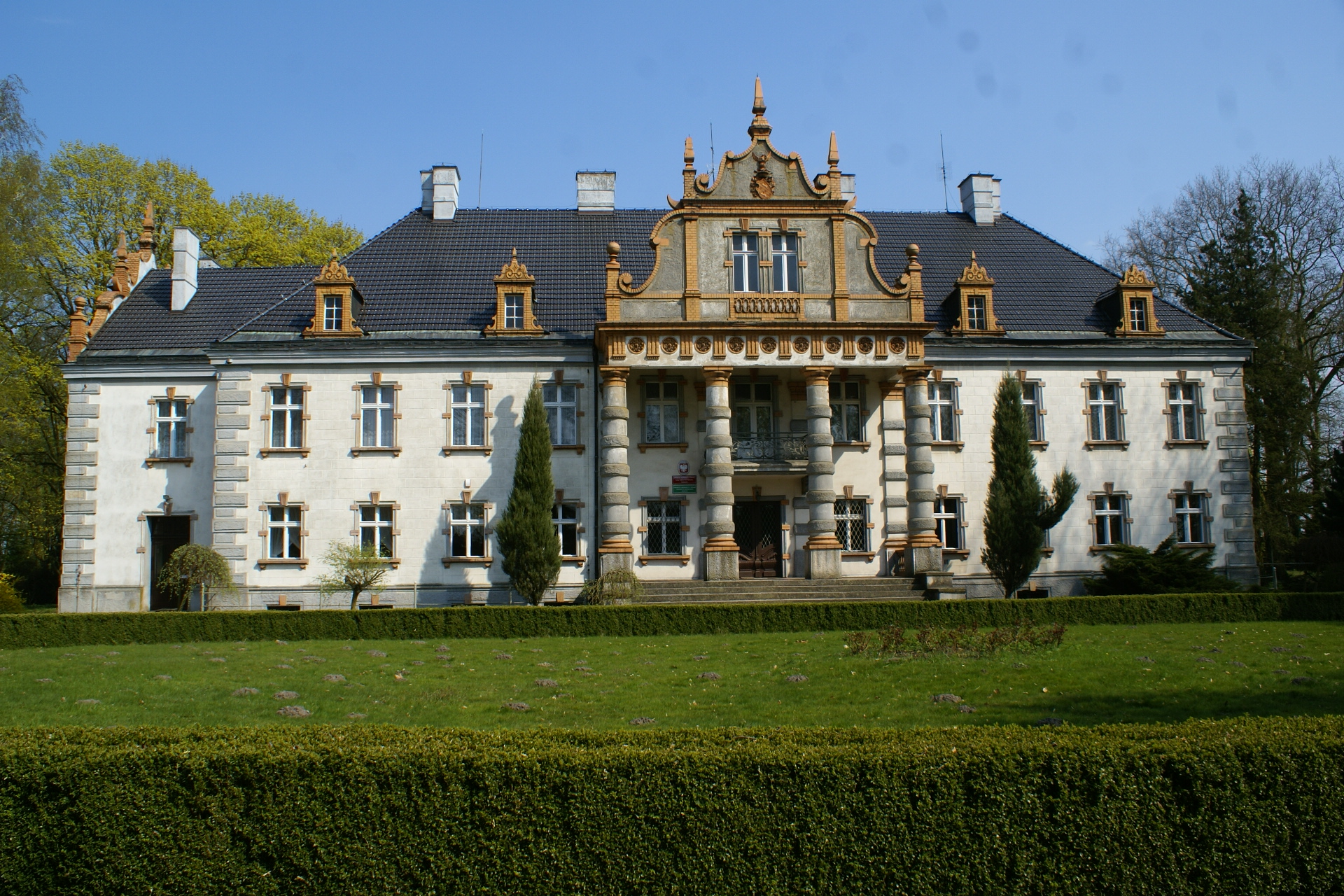
Pałac rodziny Szembeków w Siemianicach k. Kępna

W maju 1909 Szembekówna wstąpiła do zgromadzenia sióstr Niepokalanek w Jazłowcu i przybrała imię zakonne Maria Krysta od Przenajświętszego Sakramentu. Poświęciła się pracy pedagogicznej, ale również zajmowała się dziejami zgromadzeń zakonnych, formami kultu i zbieraniem materiałów biograficznych.  Wspólnie z siostrą Marią Gertrudą Skórzewską w 1929 opracowały życiorysy założycielek Zgromadzenia Sióstr Niepokalanek. Była także przełożoną domów w Jazłowcu, Słonimiu, Szymanowie, Nowym Sączu i Warszawie. Od 1945 do 1949 wraz z grupą zakonnic nauczała języka polskiego i historii w szkołach średnich w Szczecinku. Zainteresowania przeszłością tych ziem zaowocowały szkicem historycznym pt. „Z dziejów Pomorza Zachodniego“ (Szczecinek, Kat. 1948). Jako nauczycielka pracowała także w seminarium duchownym księży Marianów w Górze Kalwarii i u oo. Dominikanów w Warszawie. W ostatnich latach swojego życia przebywała w klasztorze Niepokalanek w Szymanowie, gdzie zmarła w 1974.
Jej materiały etnograficzne zostały uznane w 1981 przez Stanisława Błaszczyka za „najpełniejszy dokument kultury ludowej Wielkopolski z przełomu XIX i XX w.”. W uznaniu młodzieńczych zasług otrzymała w 1969 honorowe członkostwo Polskiego Towarzystwa Ludoznawczego.
27 maja 2014 roku z inicjatywy Prezesa Towarzystwa Historycznego im. Szembeków, Władysława Ryszarda Szeląga, odbyła się pierwsza uroczysta Konferencja Naukowa pt. „Szembekowie z Wielkopolski” poświęcona zasłużonemu dla Polski Rodowi Szembeków.

## Publikacje
- Zofia Szembekówna. Opis cmentarzyska żarowego z epoki bronzu w Lipiu (pow. kępiński). „Materiały antropologiczno-archeologiczne i etnograficzne”. Tom 11, s. 3, 1910. Komisja antropologiczna Akademii Umiejętności w Krakowie.
- Zofia Szembekówna. Dalsze przyczynki do etnografii Wielkopolski. „Materiały Antropologiczno-Arche- ologiczne i Etnograficzne”. t. XII (1912), s. 1−177. Kraków.
- Zofia Szembekówna. Sprawozdanie z poszukiwań archeologicznych w Siemianicach (powiat kępiński) odbytych w latach 1902 i 1903. „Roczniki Towarzystwa Przyjaciół Nauk Poznańskiego T.31”, 1905. Towarzystwo Przyjaciół Nauk Poznańskie.brak numeru strony
- Zofia Szembekówna. Sprawozdanie z poszukiwań archeologicznych w Siemianicach (powiat kępiński) odbytych w 1904 r.. „Roczniki Towarzystwa Przyjaciół Nauk Poznańskiego T.35”, 1909. Towarzystwo Przyjaciół Nauk Poznańskie.brak numeru strony
- Zofia Szembekówna. Sprawozdanie z poszukiwań archeologicznych odbytych w r. 1905 i 1906 na cmentarzysku z epoki rzymskiej w Siemianicach Cz. 4. „Roczniki Towarzystwa Przyjaciół Nauk Poznańskiego T. 43”, 1915. Towarzystwo Przyjaciół Nauk Poznańskie.brak numeru strony
- Bogdan Zakrzewski. Zofia Szembekówna o losach archiwaliów Fredrowskich. „Pamiętnik Literacki: czasopismo kwartalne poświęcone historii i krytyce literatury polskiej”. 85/1 (1994). s. 157−162. ISSN 0031-0514.
- Bogdan Zakrzewski. Fredroviana w pamiętnikach prawnuczki. „Pamiętnik Literacki : czasopismo kwartalne poświęcone historii i krytyce literatury polskiej”. 85/2. s. 154-185. ISSN 0031-0514.